# Mistrovství světa ve vodním slalomu 1975
Mistrovství světa ve vodním slalomu 1975 se uskutečnilo v jugoslavské Skopji (dnešní Severní Makedonie) pod záštitou Mezinárodní kanoistické federace. Jednalo se o 14. mistrovství světa ve vodním slalomu.

## Muži

### Kánoe
| Závod       | Zlato | Body   | Stříbro | Body   | Bronz                                                                                            | Body   |
| C1          | Petr Sodomka (TCH)                                                                                                   | 283.39 | Jaroslav Radil (TCH)                                                                                              | 291.03 | Harald Heinrich (GDR)                                                                            | 293.00 |
| C1 družstvo | Československo Petr Sodomka Jaroslav Radil Karel Třešňák                                                             | 403.27 | Východní Německo Reinhard Eiben Peter Massalski Harald Heinrich                                                   | 409.46 | Západní Německo Walter Horn Dietmar Moos Dieter Remmlinger                                       | 471.65 |
| C2          | Východní Německo Jürgen Kretschmer Klaus Trummer                                                                     | 264.45 | Polsko Wojciech Kudlik Jerzy Jeż                                                                                  | 265.57 | Československo František Kadaňka Antonín Brabec                                                  | 276.71 |
| C2 družstvo | Východní Německo Walter Hofmann a Rolf-Dieter Amend Jürgen Kretschmer a Klaus Trummer Jürgen Henze a Herbert Fischer | 329.51 | Československo Svetomír Kmošťák a Radomír Halfar František Kadaňka a Antonín Brabec Jiří Benhák a Ladislav Benhák | 473.43 | Polsko Wojciech Kudlik a Jerzy Jeż Maciej Rychta a Zbigniew Leśniak Jan Frączek a Ryszard Seruga | 493.28 |

### Kajak
| Závod       | Zlato                                                    | Body   | Stříbro                                                     | Body   | Bronz                                                         | Body   |
| K1          | Siegbert Horn (GDR)                                      | 211.18 | Ulrich Peters (FRG)                                         | 214.08 | Harald Gimpel (GDR)                                           | 217.18 |
| K1 družstvo | Západní Německo Ulrich Peters Bernd Dichtl Dieter Förstl | 247.62 | Polsko Stanisław Majerczak Jerzy Stanuch Wojciech Gawroński | 291.79 | Východní Německo Siegbert Horn Harald Gimpel Christian Döring | 297.62 |

## Ženy

### Kajak
| Závod       | Zlato                                                                 | Body   | Stříbro                                                             | Body   | Bronz                                                             | Body   |
| K1          | Maria Ćwiertniewiczová (POL)                                          | 269.83 | Ulrike Deppeová (FRG)                                               | 290.67 | Angelika Bahmannová (GDR)                                         | 293.45 |
| K1 družstvo | Švýcarsko Elisabeth Käserová Danielle Kamberová Cornelia Bachofnerová | 423.47 | Východní Německo Angelika Bahmannová Petra Krolová Marion Baumanová | 430.35 | Československo Ludmila Polesná Bohumila Kapplová Jana Kubovčáková | 463.29 |

## Mix

### Kánoe
| Závod | Zlato                              | Body   | Stříbro                             | Body   | Bronz                           | Body   |
| C2    | USA Marietta Gillmanová Chuck Lyda | 392.71 | USA Rasa Dentremontová George Lhota | 644.44 | USA Mikki Pirasová Steve Draper | 651.01 |

## Medailové pořadí zemí
| Pořadí | Země             | Zlato | Stříbro | Bronz | Celkem |
| ------ | ---------------- | ----- | ------- | ----- | ------ |
| 1      | Východní Německo | 3     | 2       | 4     | 9      |
| 2      | Československo   | 2     | 2       | 2     | 6      |
| 3      | Polsko           | 1     | 2       | 1     | 4      |
| 3      | Západní Německo  | 1     | 2       | 1     | 4      |
| 5      | USA              | 1     | 1       | 1     | 3      |
| 6      | Švýcarsko        | 1     | 0       | 0     | 1      |
| Celkem | Celkem           | 9     | 9       | 9     | 27     |